# Paral·lel 33° nord
El paral·lel 33° nord és una línia de latitud que es troba a 33 graus nord de la línia equatorial terrestre. Travessa Àfrica, Àsia, l'Oceà Pacífic, l'Amèrica del Nord i l'oceà Atlàntic.

Als Estats Units el paral·lel 33 gairebé defineix la frontera entre Arkansas i Louisiana.

## Geografia
En el sistema geodèsic WGS84, al nivell de 33° de latitud nord, un grau de longitud equival a 93,482 km; la longitud total del paral·lel és de 33.655 km, que és aproximadament 84,0% de la de l'equador, del que es troba a 3.654 km i a 6.349 km del pol Nord.
A Iraq, el paral·lel definia el límit meridional de la zona d'exclusió aèria a l'Iraq del 4 de setembre de 1996 al 30 d'agost de 2003. (Abans d'aquest moment es va establir a paral·lel 32° nord. Aquest espai aeri estava controlat per l'Operarió Southern Watch.
Als Estats Units forma aproximadament la frontera entre Arkansas al nord i Louisiana al sud. El Territori de Louisiana era part de la Compra de Louisiana de 1803 i es trobava al nord del paral·lel 33.
El paral·lel és part de la zona alta subtropical.

## Durada del dia
En aquesta latitud, el sol és visible durant 14 hores i 20 minuts a l'estiu, i 9 hores i 58 minuts en solstici d'hivern.

## Arreu del món
Començant al meridià de Greenwich i dirigint-se cap a l'est, el paral·lel 33º passa per:
| Coordenades                               | País, territori o mar        | Notes |
| ----------------------------------------- | ---------------------------- | --- |
| 33° 0′ N, 0° 0′ E / 33.000°N,0.000°E      | Algèria                      | |
| 33° 0′ N, 8° 11′ E / 33.000°N,8.183°E     | Tunísia                      | |
| 33° 0′ N, 11° 31′ E / 33.000°N,11.517°E   | Líbia                        | |
| 33° 0′ N, 12° 0′ E / 33.000°N,12.000°E    | Mar Mediterrània             | Passa just al nord de Trípoli, Líbia |
| 33° 0′ N, 35° 5′ E / 33.000°N,35.083°E    | Israel                       | |
| 33° 0′ N, 35° 37′ E / 33.000°N,35.617°E   | Alts del Golan               | Territori controlat per Israel, reclamat per Síria · Zona deseparació de la UNDOF |
| 33° 0′ N, 35° 53′ E / 33.000°N,35.883°E   | Síria                        | |
| 33° 0′ N, 38° 5′ E / 33.000°N,38.083°E    | Jordània                     | |
| 33° 0′ N, 39° 3′ E / 33.000°N,39.050°E    | Iraq                         | |
| 33° 0′ N, 46° 6′ E / 33.000°N,46.100°E    | Iran                         | |
| 33° 0′ N, 60° 38′ E / 33.000°N,60.633°E   | Afganistan                   | |
| 33° 0′ N, 69° 30′ E / 33.000°N,69.500°E   | Pakistan                     | Àrees Tribals Administrades Federalment (Pakistan) · Khyber Pakhtunkhwa · Punjab · Azad Kashmir - reclamat per Índia |
| 33° 0′ N, 74° 21′ E / 33.000°N,74.350°E   | Índia                        | Jammu i Caixmir - reclamat per Pakistan · Himachal Pradesh |
| 33° 0′ N, 79° 14′ E / 33.000°N,79.233°E   | Aksai Chin                   | Disputat entre Índia i República Popular de la Xina |
| 33° 0′ N, 79° 21′ E / 33.000°N,79.350°E   | República Popular de la Xina | Tibet Qinghai Sichuan Qinghai Sichuan Gansu Shaanxi Hubei Henan Anhui Jiangsu Anhui (per uns 12 km) Jiangsu |
| 33° 0′ N, 120° 47′ E / 33.000°N,120.783°E | Mar de la Xina Oriental      | Passa just al sud de l'illa de Marado, Corea del Sud |
| 33° 0′ N, 129° 2′ E / 33.000°N,129.033°E  | Japó                         | Illa de Nakadori: — Prefectura de Nagasaki Illa de Kyūshū: — Prefectura de Nagasaki — Prefectura de Saga — Prefectura de Kumamoto — Prefectura d'Ōita Illa de Shikoku: — Prefectura d'Ehime — Prefectura de Kōchi                                     |
| 33° 0′ N, 133° 1′ E / 33.000°N,133.017°E  | Oceà Pacífic                 | |
| 33° 0′ N, 118° 35′ O / 33.000°N,118.583°O | Estats Units                 | Califòrnia – Illa Sant Climent |
| 33° 0′ N, 118° 33′ O / 33.000°N,118.550°O | Oceà Pacífic                 | |
| 33° 0′ N, 117° 17′ O / 33.000°N,117.283°O | Estats Units                 | Califòrnia Arizona Nou Mèxic Texas - passa a través de Dallas-Fort Worth Metroplex Louisiana - Passa just al sud de la frontera amb Arkansas Mississipi Alabama Georgia - passa a través de LaGrange Carolina del Sud - passa a través de Goose Creek |
| 33° 0′ N, 79° 28′ O / 33.000°N,79.467°O   | Oceà Atlàntic                | |
| 33° 0′ N, 16° 23′ O / 33.000°N,16.383°O   | Portugal                     | Ilhéu da Cal, just al sud de Porto Santo, Madeira |
| 33° 0′ N, 16° 22′ O / 33.000°N,16.367°O   | Oceà Atlàntic                | |
| 33° 0′ N, 8° 45′ O / 33.000°N,8.750°O     | Marroc                       | |
| 33° 0′ N, 1° 28′ O / 33.000°N,1.467°O     | Algèria                      | |